# Сан Пријамо (Каљари)
Сан Пријамо је насеље у Италији у округу Каљари, региону Сардинија.
Према процени из 2011. у насељу је живело 110 становника. Насеље се налази на надморској висини од 14 м.